# Mohammed Diomande
Diomandé Mohammed Baba (født 30. oktober 2001), kendt som Mohammed Diomande, er en ivoriansk professionel fodboldspiller, som spiller for  den skotske Premiership-klub Rangers, hvor han er lånt til fra FC Nordsjælland.

## Klubkarriere

### FC Nordsjælland
Diomande kom igennem Right to Dream akademiet i Ghana, før han i 2020 skiftede til FC Nordsjælland, som er samarbejdsklub med akademiet. Han gjorde sin debut for FCN den 19. februar 2020. Han scorede sit første mål for klubben den 13. september 2020 i et 3-2 nederlag til Brøndby.

### Rangers
Diomande skiftede i januar 2024 til skotske Rangers på en lejeaftale med en købsobligation i sommeren.

## Landsholdskarriere
Diomande har repræsenteret Elfenbenskysten på U/23-niveau.